# Eugenio Cecconi (pittore)
Eugenio Cecconi (Livorno, 8 settembre 1842 – Firenze, 19 dicembre 1903) è stato un pittore italiano.

## Biografia
Ha vissuto la sua infanzia a Rive d'Arcano (Udine).
Si laurea in Giurisprudenza e esercita la pratica legale. Contemporaneamente segue le lezioni di Enrico Pollastrini all'Accademia di belle arti di Firenze. Negli anni ‘60 cessa la professione legale e si occupa a tempo pieno di pittura. Porta avanti inoltre l'hobby della caccia che gli ispirerà i suoi quadri migliori. Si avvicina tardi al gruppo dei macchiaioli (1866) e predilige le ambientazioni paesaggistiche di Castiglioncello e delle campagne pisane. 
Nel 1871 compie un viaggio in Tunisia insieme al pittore Adolfo Belimbau, facendo tesoro di questa esperienza nel cromatismo acceso dei suoi quadri successivi. Si stabilisce poi a Firenze e comincia ad intensificare la sua attività espositiva, che dura per tutti gli anni '90, prima di dedicarsi ad una feconda critica d'arte. Trovatosi in improvvise ristrettezze economiche decide allora di aprire una scuola di pittura a Livorno.

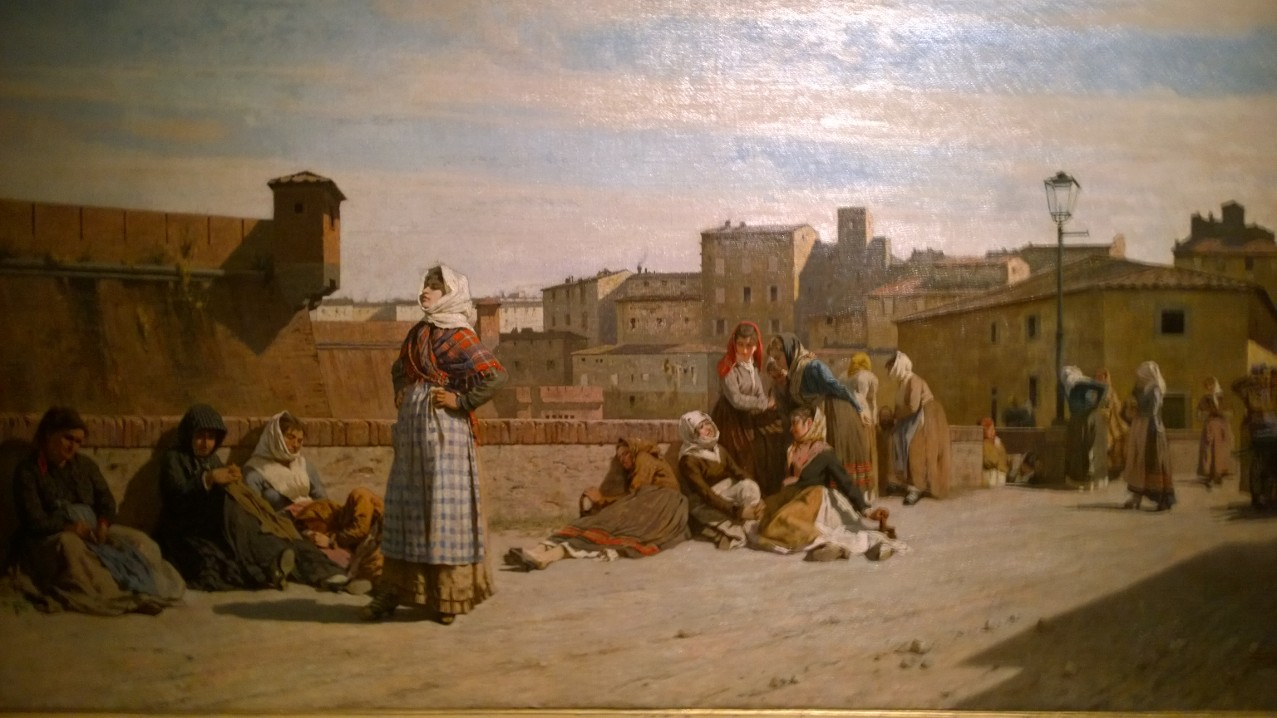
Cenciaiole livornesi, 1880. Livorno, Museo civico Giovanni Fattori

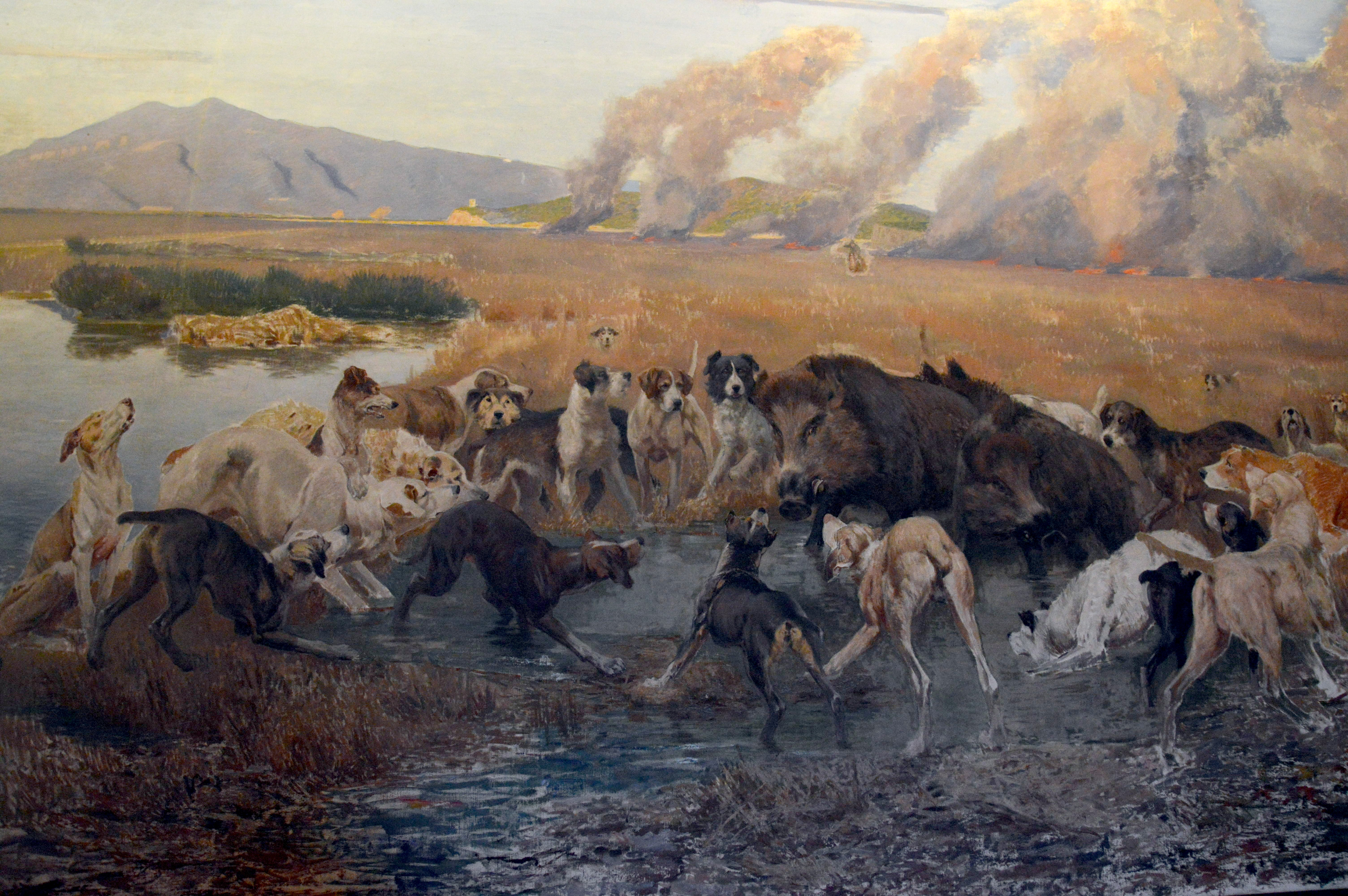
La Caccia al Cinghiale nel Padule di Burano (dettaglio). Firenze, Galleria degli Uffizi

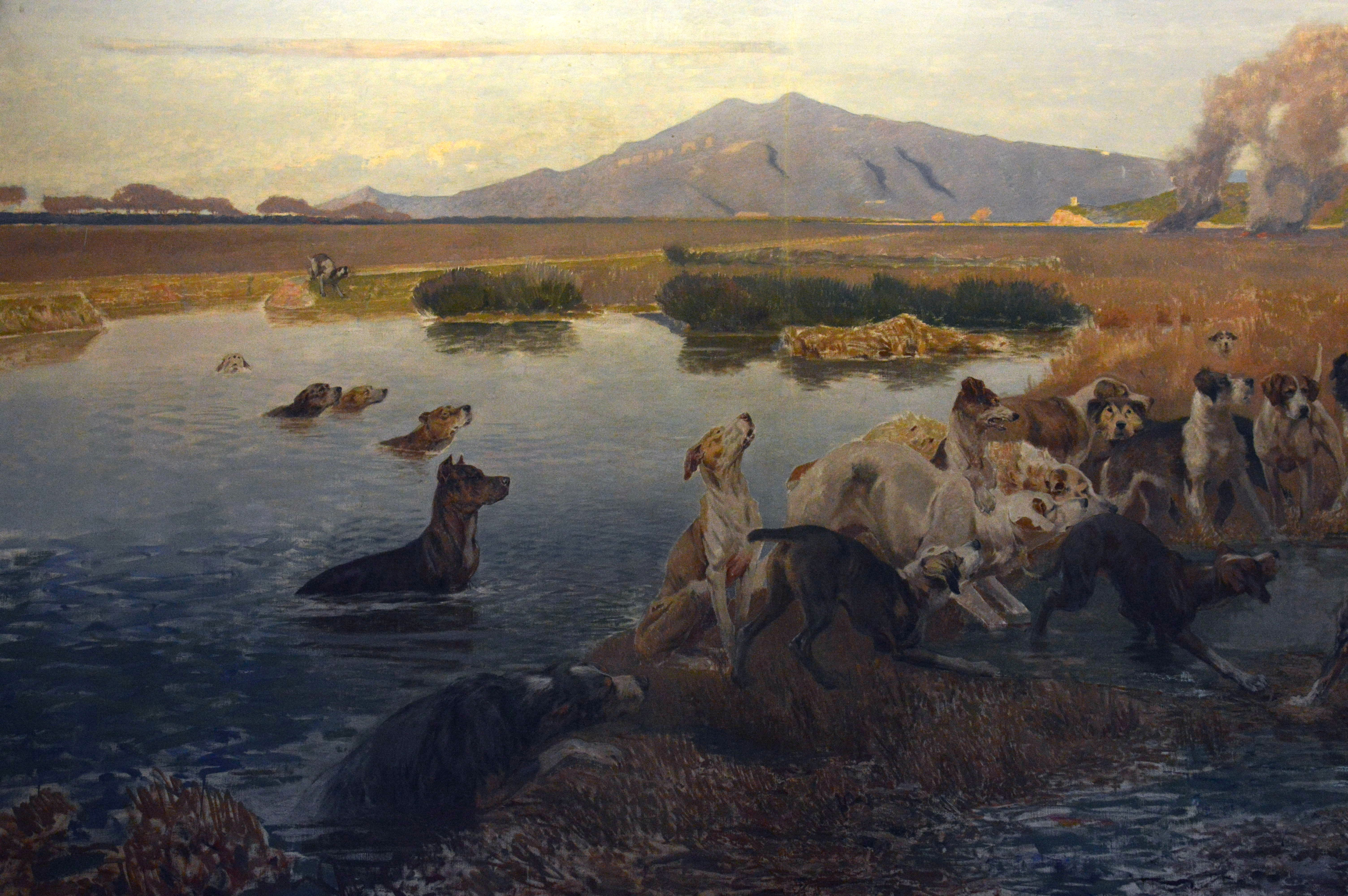
La Caccia al Cinghiale nel Padule di Burano (dettaglio). Firenze, Galleria degli Uffizi

Pittore appartenente alla cerchia dei Macchiaioli livornesi, rappresentata al meglio da Giovanni Fattori e Serafino De Tivoli. Il suo realismo raggiunge toni elevati nei ritratti di modeste donne lavoratrici ( le cenciaiole) e una resa garbata nei quadri sulla caccia. Quest'ultimo è forse il soggetto più ambito dal collezionismo, che si affaccia all'opera di Eugenio Cecconi con non scarso interesse.

## Opere
- Maremmano Braccaiolo
- Cenciaiole Livornesi 1880
- Paesaggio Invernale, 1885
- Volto di Donna Araba,